# Mikrolaki avion
Mikrolaki avion (motorni zmaj) je zrakoplov jednosjed ili dvosjed, pokretan motorom, koji pri najvećoj dopuštenoj uzletnoj masi nije brži od 65 km/h, a kojim se upravlja premještanjem težine pilota i/ili aerodinamičkim upravljačkim kormilom, a čija najveća dopuštena uzletna masa ne prelazi 300 kg kod jednosjeda, 450 kg kod dvosjeda, odnosno, u amfibija i hidro izvedbi 10% više od tih masa.
Prvi korak na putu do letača danas je najčešće letenje sa zmajem, bilo to s onim bez motora ili onim s motorom. Smatra se da su zmajevi jedni od najstarijih vrsta letjelica, a korijene vuku još od Leonarda Da Vinci-ja. Poslije paraglidera, najjeftinije su letjelice kojima se letač možete vinuti u zrak. 

## Uloga aeroklubova
Kao i svaki letački sport letenje mikrolakim avionom može biti opasno ako se izvodi nepažljivo i nestručno. Zato je svrha aeroklubova probuditi znatiželju kod laika i ljubitelje letjenja za jednim od najjedostavnijih i najslobodnijih oblika leta. Početnici prolaze kroz standardizirane tečajeve vođeni vrlo iskusnim instruktorima, kako bi se izbjegla svaka i najmanja mogućnost pogreške i krive prosudbe situacija u uzlijetanju, letu i slijetanju. Poslije odrađenog teoretskog dijela školovanja potrebno je samo malo hrabrosti uzletjeti prvi put, a nakon toga, ili se čovjek zaljubi u "zmajarstvo", ili mu to više ne pada na pamet. U Hrvatskoj mikrolake aeroklubove možete naći u ;
Bjelovaru Aeroklub Bjelovar
Prelogu "Rode"
Ivanić-Gradu Aeroklub Ivanić
Popovači Aeroklub Popovača
Virovitici Aeroklub Virovitica
Koprivnici Aeroklub Krila Koprivnice

## Konstrukcija
Preko 25 godina istraživanja i tvorničke izrade mikrolakih aviona, učinili su ih konstrukcijski sigurnim. Konstrukcija dvosjednih motornih "zmajeva" je dovoljno čvrsta i dugotrajna, a njihova letna svojstva i autostabilnost dovedeni su do savršenstva. 

## Pogonska grupa
Pogonska grupa je vrlo jednostavna za upotrebu i uz redovito održavanje može se koristiti godinama bez većih problema.